# Аргайл (лампроитовая трубка)
Лампрои́товая тру́бка «Арга́йл» (англ. Argyle; известная как «Арджил» или AK1) — коренное месторождение алмазов в Австралии (штат Западная Австралия), в 120 км к северо-востоку от г. Кунунарра.

## История
Хотя алмазы из россыпей были известны золотоискателям в Австралии с XIX века, коренные месторождения до 1979 года не были обнаружены. После находки аллювиальных алмазов в районе Кимберли вдоль реки Леннард консорциум горнодобывающих компаний инициировал поиск источников этих алмазов в Западной Австралии.
2 октября 1979 года геолог Морин Маггеридж обнаружила алмазы в пойме небольшого ручья, впадающего в озеро Аргайл. Затем она проследила источник алмазов до истоков Смоук-Крик, что привело к открытию трубки «Аргайл».
В период с сентября 1980 года по ноябрь 1983 года была осуществлена программа оценки месторождения, которая показала, что экономически целесообразной была только южная часть трубки. В рамках программы оценки был проведён отбор проб лампроита с целью определения наилучших методов обогащения. Наконец, в 1983 году было принято решение начать добычу алмазов. Разработка аллювиальных отложений началась немедленно, а карьер для добычи открытым способом был построен в течение 18 месяцев и обошёлся в 450 млн AUD. С 2013 года добыча велась подземным способом. Рудник «Аргайл» был закрыт в ноябре 2020 года после 37 лет работы и добычи более 865 миллионов карат алмазов. Ожидается, что процесс закрытия рудника займёт у Rio Tinto пять лет, чтобы вывести из эксплуатации и демонтировать рудник и провести восстановительные работы, после чего последует ещё период мониторинга.

## Геология
Месторождение расположено в пределах протерозойской подвижной зоны Холлс-Крик и представлено трубкой оливиновых лампроитов, прорвавшей изверженные и метаморфические породы позднепротерозойско-раннеархейского возраста.
Трубка выходит на поверхность на дне узкой долины, образованной ручьём Смоук-Крик, среди более мягких пород по сравнению с вмещающими песчаниками и кварцитами. Трубка сильно вытянута. Её площадь 47 га, длина 1440 м, максимальная ширина в северо-восточной расширенной части 370 м, в суженной — 150 м; на юго-западе она заканчивается дайкой мощностью 18 м. Расширенная часть трубки на глубине 250—280 м переходит в подводящий канал шириной около 100 м.
Качество алмаза месторождения «Аргайл» низкое. Ювелирные камни высокого качества составляют 5 %, 40 % камней относится к ювелирным низкого качества, остальные к техническим сортам.
Рудник «Аргайл» единственный в мире, на котором добывали значительное количество кристаллов алмаза, окрашенных в интенсивный розовый цвет. Они ценятся намного выше, чем бесцветные чистые без изъяна кристаллы, считающиеся обычно камнями высшего сорта. Кристаллы с естественным розовым цветом очень редки. Этот цвет объясняется уникальным сочетанием структурных дефектов в решетке кристалла.

## Топографические карты
Лист карты E-52-IX (Ю.П.).